# Дхатукатха
Дхатукатха (пали dhātukathā) — третья часть Абхидхамма-питаки, третьей книги Палийского канона.
Дхатукатха комбинирует идеи из двух предыдущих книг, Дхаммасангани и Вибханга, составляя с ними своего рода трилогию. Содержание её составляет расширенный, по сравнению с Вибхангой, анализ элементов (дхату).
Этот короткий текст из 14 глав составлен в форме вопросов и ответов об элементах психический явлений и их взаимоотношениях. Матика, специальный список в начале, приводит 14 методов, например, классификация и неклассификация, классифицированное и неклассифицированное и др., по которым могут быть рассмотрены внутренние и внешние состояния. Далее в списке перечисляется 105 внутренних состояний (пять кхандхак, двенадцать аятан и др.) и сообщается, что внешние состояния выражены в 22 трёхстишиях и 100 двустишиях матики в Дхаммасангани. 
Все состояния классифицируются по множествам (кхандхи), основам (аятаны) и элементам (дхату). Также текст рассматривает проблему соотношения индивидуального, личного (атта) и безличного (анатта).